# Cammarata-San Giovanni Gemini vasútállomás
A Cammarata-San Giovanni Gemini vasútállomás egy vasútállomás Olaszországban, Szicília régióban, Agrigento megyében, Cammarata és San Giovanni Gemini településen. Forgalma alapján az olasz vasútállomás-kategóriák közül a bronz kategóriába tartozik.

## Vasútvonalak
Az állomást az alábbi vasútvonalak érintik:
- Palermo–Agrigento–Porto Empedocle-vasútvonal